# Brachanthemum
Brachanthemum é um género botânico pertencente à família Asteraceae.